# U-16-Fußball-Ozeanienmeisterschaft 1989
Die dritte U-16-Fußball-Ozeanienmeisterschaft wurde 1989 in Australien ausgetragen. Das Turnier begann am 21. Januar und endete am 29. Januar 1989. Sieger wurde Australien und qualifizierte sich dadurch für die U-16-Fußball-Weltmeisterschaft 1989.

## Modus
Die fünf Mannschaften spielten in einer Gruppe eine Einfachrunde.

## Tabelle
| Pl. | Verein     | Sp. | S | U | N | Tore    | Diff. | Punkte |
| --- | ---------- | --- | - | - | - | ------- | ----- | ------ |
| 1.  | Australien | 4   | 4 | 0 | 0 | 035:100 | +34   | 08:0   |
| 2.  | Neuseeland | 4   | 3 | 0 | 1 | 018:500 | +13   | 06:20  |
| 3.  | Taiwan     | 4   | 2 | 0 | 2 | 023:500 | +18   | 04:40  |
| 4.  | Fidschi    | 4   | 1 | 0 | 3 | 009:230 | −14   | 02:60  |
| 5.  | Vanuatu    | 4   | 0 | 0 | 4 | 000:510 | −51   | 0:80   |